# Nacht und Trompeten
Nacht und Trompeten is een compositie voor symfonieorkest van de Deense componist Hans Abrahamsen. Hij schreef het gedurende de zomer en herfst van 1981 in Rome.
Abrahamsen begon zijn componistenbestaan met werken die vielen binnen de categorie Nieuwe eenvoud. Na Stratifications wendde hij zich naar een meer gangbare stijl van componeren, het polystilisme. De gelaagdheid van Stratifications is niet geheel verdwenen, maar in dit werk is meer structuur terug te vinden. Die wijziging ging gepaard met veelal Duitse en meer romantische titels. Nacht und Trompeten bestaat uit drie delen. Het begint als een muzikale schemering, waarbinnen nog een serenadeachtig fragment op de violen te horen is. Een rustige nacht is het niet. De muziek slaat ineens om in een mechanisch aandoend deel, dat doet denken aan muziek van Igor Stravinsky (Le Sacre du printemps en/of Symfonie in C). Het gedeelte is sterk ritmisch. Vervolgens gaat het ritmische verloren en komt de muziek weer enigszins bij de muziek uit het begin. Het werk gaat als een nachtkaars uit. De eerste en derde gedeelten bevatten muziek die Arnold Schönberg en/of Gustav Mahler in een uiterste bui hadden kunnen schrijven.
Het overnemen van stijlen zou Abrahamsen later verder uitbouwen. Hij gebruikte composities van bijvoorbeeld Johann Sebastian Bach, Carl Nielsen, Schönberg en Per Nørgård om ze recyclen en ze vervolgens een nieuwe klank te geven. 
Nacht und Trompeten is in opdracht geschreven door het Berliner Philharmoniker en opgedragen aan collega-componist Hans Werner Henze. Deze combinatie gaf dan ook de eerste uitvoering op 25 maart 1982 in Berlijn op een avond gewijd aan modern muziek, waaronder ook stukken van Henze zelf.
Abrahamsen schreef Nacht und Trompeten voor
- 2 dwarsfluiten, 2 hobo's, 2 klarinetten, 2 fagotten
- 2 hoorns, 3 trompetten
- 5  man/vrouw percussie,  piano,
- violen, altviolen, celli, contrabassen

## Discografie
- Uitgave Dacapo: Deens Radio Symfonieorkest o.l.v. Thomas Dausgaard